# Rylskov Sogn
Rylskov Sogn (på tysk Kirchspiel Rüllschau) er et sogn i det nordvestlige Angel i Sydslesvig. Sognet lå i Husby Herred (Flensborg Amt), nu Hyrup kommune, Slesvig-Flensborg Kreds i delstaten Slesvig-Holsten. 
I Rylskov Sogn findes flg. stednavne:
- Kerum[1] (Kehrum)
- Masbøl (også Maasbøl)
- Maasbølgaard
- Masbølmark
- Nykro (Neukrug)
- Runmark (Ruhnmark)
- Rylskov (på tysk Rüllschau)